# KIC 8462852

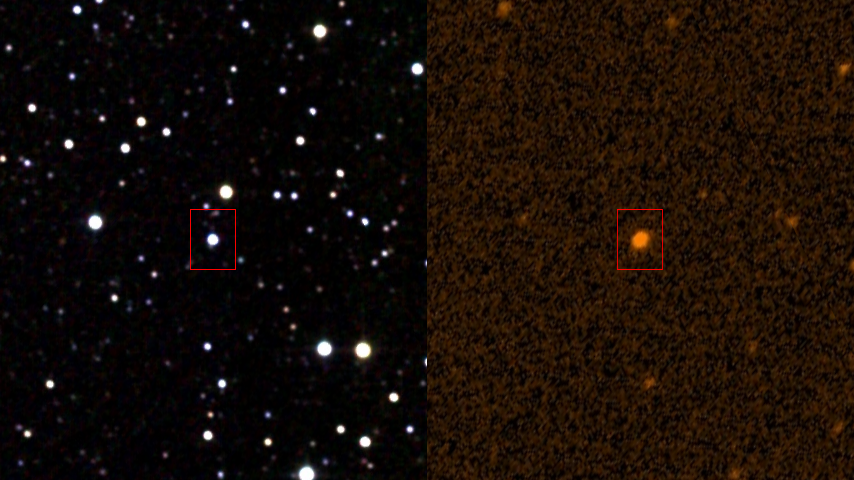
Інфрачервоний (зліва) і ультрафіолетовий (праворуч) діапазони

KIC 8462852 (неформальна назва — Таббі) — окрема зоря в сузір'ї Лебедя, що виявляє несподівані та непояснені потемніння. Розташована на відстані 1480 світлових років від Сонця. Зоря не має затвердженої назви, неформально її називають «зоря Таббі» або «зоря Бояджян» на честь астронома Табети Бояджян, яка разом із колегами 2015 року повідомила про таку поведінку зорі.
Зоря Таббі є не єдиною зі значущим нерегулярним тьмянішанням, але інші відомі зорі є молодими зоряними об'єктами, які мають інші патерни тьмянішання. Прикладом такого об'єкта є EPIC 204278916.
Нові флуктуації спостерігали з середини травня 2017 до липня 2018 року, з припущенням, що вони тривали з кінця грудня 2017 до середини лютого 2018, коли зоря була невидима за Сонцем.
У вересні 2019 року астрономи повідомили, що спостережувані зменшення яскравості зорі Таббі можуть бути результатом спостереження проходження фрагментів зруйнованого «осиротілого» екзомісяця, який був раніше припливно відірваний від материнської планети. Загальне дослідження інших схожих зір було надруковано.

## Розташування

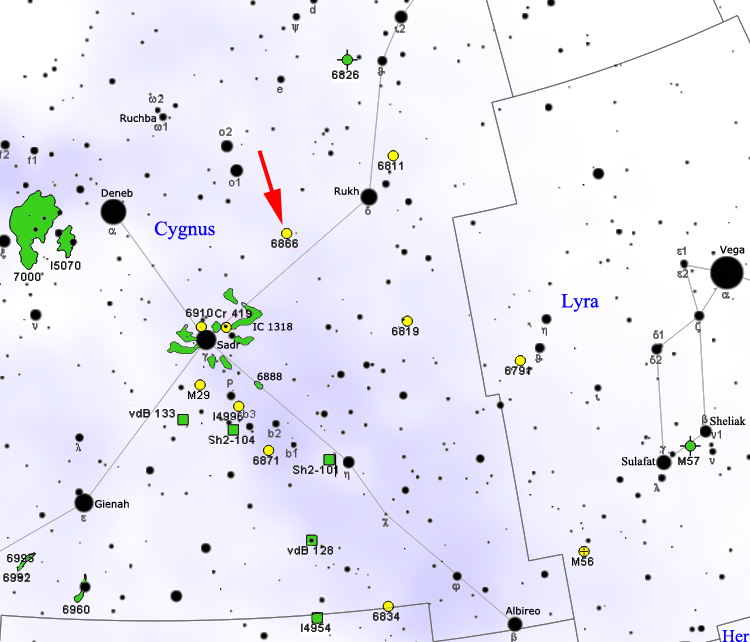
Карта, на якій показано розташування скупчення NGC 6866. Зоря KIC 8462852 розташована на північний схід від нього, між NGC 6866 та зорею ο¹ Лебедя.

Візуально зоря KIC 8462852 розташована майже посередині між яскравими зорями Денеб (α Лебедя) та δ Лебедя і сприймається як частина астеризму Північний хрест. KIC 8462852 візуально розташована південніше зорі 31 Лебедя (ο¹ Cygni) і на північний схід від зоряного скупчення NGC 6866, відкритого Кароліною Гершель 1783 року. Видима зоряна величина зорі становить 11,7, її не видно неозброєним оком.

## Несподівані зміни яскравості
У вересні 2015 року група астрономів опублікувала результати досліджень змін яскравості зорі, які привернули увагу світових ЗМІ. Реєстрація таких змін здійснювалася орбітальним телескопом «Кеплер» у програмі пошуку екзопланет. Зазвичай унаслідок проходження планети перед зорею її світло на короткий час трохи зменшується і цей процес регулярно повторюється. Однак яскравість зорі KIC 8462852 протягом 1580 днів спостережень зменшувалася на різні рівні від звичайного стану. Більшість часу світність зорі залишалася на одному і тому ж рівні, але приблизно на 800-й день спостережень її світність впала на ~15 %, а близько 1510—1570 днів її світність у пік становила лише 78 % від звичайної, тобто, зменшення становило близько 22 %. Окрім того, спостерігалися також зменшення світності й в інші дні, але на менші величини. Настільки велике падіння світності може бути пояснене тим, що певне дуже велике тіло затіняє зорю. Для порівняння: планета Юпітер є найбільшою планетою в нашій Сонячній системі, однак затемнення Сонця такою планетою для віддаленого спостерігача спричинить лише 0,5 % зменшення світності.
Спочатку вважали, що аномалії пояснюються несправністю телескопа або викривленнями під час передачі інформації. Проте в процесі досліджень цю версію спростували. Спектральний тип, до якого належить зоря, теж виключає зміну світності через внутрішні процеси, які в ній відбуваються.
У січні 2016 року астроном Брадлі Шаефер (Bradley Schaefer), дослідивши архіви з фотографіями цієї частини неба, зроблені з 1890 року, показав, що, окрім короткотермінового потемніння, зоря стала тьмянішою на 15 % за останнє століття. Це дослідження зробило аномалію складнішою для пояснення. У травні 2017 р. повідомлено про зниження яскравості приблизно на 3 відсотки. Це підтвердила обсерваторія Фейрборн, що знаходиться в Арізоні (США).

## Гіпотези

### Молода зоря з роєм небесних тіл
Найімовірнішою видається гіпотеза, за якою навколо зорі обертається рій невеликих небесних тіл, що характерно для молодих зір, планетна система яких перебуває на етапі формування. Однак KIC 8462852 не є молодою зорею, тому рій може складатися з комет і астероїдів, багато яких могли опинитися на близьких орбітах після гравітаційного збурення, спричиненого проходженням іншої зорі. Утім, і таке теж малоймовірно, оскільки прямих доказів цьому немає, а проходження зорі мало відбутися лише кілька тисячоліть тому — це дуже малий термін за космічними масштабами.

### Штучна мегаструктура

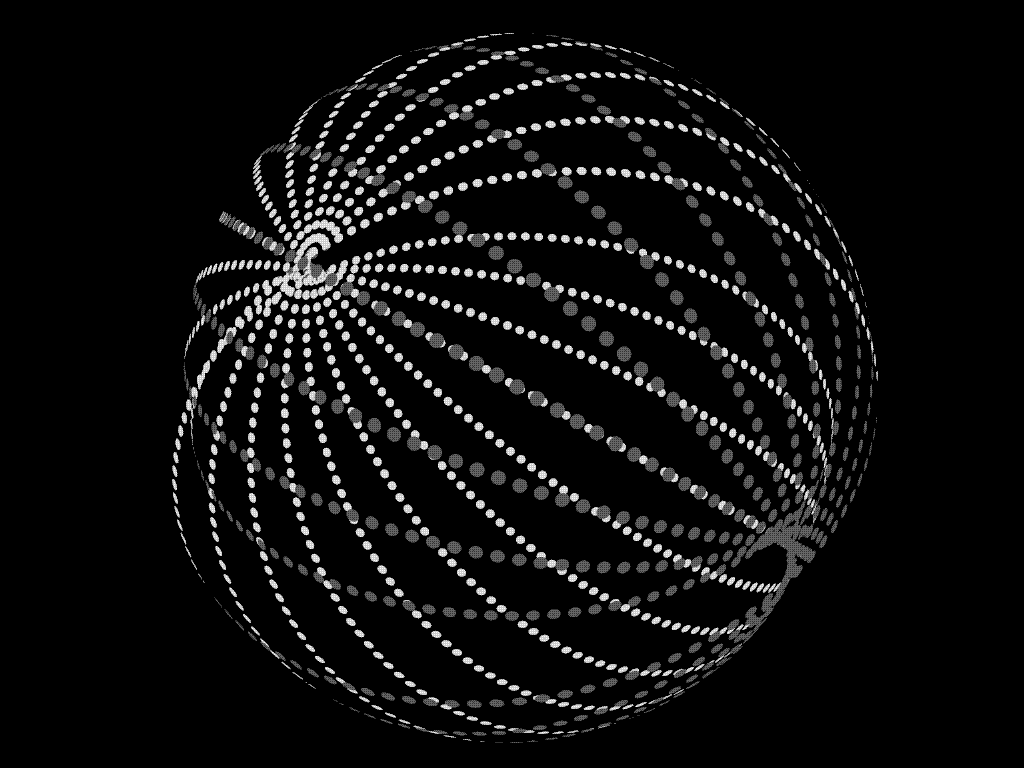
Уявлення художника про сферу Дайсона

Табета Бояджян (Tabetha Boyajian), головний автор дослідження, розглядає ще один сценарій: мерехтіння KIC 8462852 може бути ознакою наявності так званої сфери Дайсона — гігантських об'єктів (наприклад, колекторів світла), які високорозвинена позаземна цивілізація збудувала для акумулювання енергії своєї зорі. Ця ідея одразу привернула велику увагу широкого загалу.
«Інопланетяни завжди повинні бути найостаннішою гіпотезою, яку варто розглядати, але це виглядає саме як те, чого ми очікуємо від позаземної цивілізації», — заявив астроном Джейсон Райт (Jason Wright) з Університету штату Пенсільванія.

### Поле планетарних уламків
Поступове потемніння зорі вказує на те, що, можливо, зоря Таббі пожирає планету, яка розташована поруч. Такий сценарій припускає, що планета колись оберталася навколо зорі. Інша ближня зоря могла змінити орбіту настільки, що планета перебуває на шляху до занурення в зорю. При цьому гравітаційна сила могла б відривати шматки такої планети або, можливо, її супутників, залишаючи багато уламків на орбіті зорі Таббі. Ця теорія є доволі перспективною[ненейтрально], оскільки може пояснити і довготермінове, і короткотермінове потемніння зорі. Астрофізик Браян Мецгер (Brian Metzger), який представив цю теорію, висловив думку, що такі планетарні зіткнення більш поширені, ніж вважалось. Зоря Таббі може бути одною з таких зір серед інших 200 000, досліджених Кеплером. Але наша Галактика налічує приблизно 100 мільярдів зір і, згідно запропонованої теорії, таких планетарних зіткнень, як із зорею Таббі, мало б налічуватися щонайменше тисячі щороку.

### Хмари пилу
Інше можливе пояснення: велика хмара з газу та пилу розташована між Землею та зорею Таббі. Густі групи таких хмар можуть бути причиною зменшення яскравості.

### Велика планета з осцилюючими кільцями
У публікації 2017 року було висловлене припущення, що велика планета з осцилюючими кільцями може пояснити незвичайні зменшення яскравості зорі Таббі.

### Велика планета з кільцями та багато троянців
В іншій публікації 2017 року Баллестерос (Ballesteros) із колегами висловили припущення про велику планету з кільцями, за якою слідує рій астероїдів-троянців у її точках Лагранжа L5, та розрахували орбіту, яка передбачила наступне затемнення на початку 2021 року через проходження троянців з L5 попереду планети і проходження самої гіпотетичної планети 2023 року. Їхня модель припускає існування планети з радіусом 4,7 радіуса Юпітера, що є великим розміром для планети (крім випадків, вони вона дуже молода). Ранній червоний карлик радіусом бл. 0,5 радіуса Сонця можна було б легко побачити у інфрачервоних хвилях. Поточні доступні спостереження радіальної швидкості (чотири спостереження на рівні σv ≈ 400 м/с) модель майже не обмежують, але нові виміри радіальної швидкості значно зменшать непевність. Модель передбачала окрему та короткострокову подію для епізоду затемнення у травні 2017 р., яка б відповідала другорядному затемненню планетою, яка проходила позаду KIC 8246852, з ~3 % зменшенням зоряного випромінення та часом транзиту ~2 дні. Якщо таке пояснення є причиною події травня 2017 року, орбітальний період планети більш точно оцінюється у 12,41 року з великою піввіссю у 5,9 а. о.

### Власна зміна світності зорі
Почервоніння, яке спостерігається під час подій значного зменшення яскравості зоря Таббі, узгоджується з охолодженням її фотосфери. Це не вимагає поглинання пилом. Таке охолодження може відбуватися внаслідок зниження ефективності перенесення енергії, спричиненого, наприклад, зниженою ефективністю конвекції внаслідок сильного диференційного обертання зорі або змінами режиму перенесення енергії, якщо зоря розташована на межі між променевою та конвективною моделями транспортування теплової енергії. «Втрачений» тепловий потік зберігається як невелике збільшення внутрішньої та потенційної енергії.
Можливе розташування цієї зорі раннього спектрального класу F поблизу межі між променевим та конвективним перенесенням енергії, здається, підтримується відкриттям, що спостережувані варіації яскравості зорі відповідають «статистиці лавини», яка виникає у системах, близьких до фазового переходу. «Статистика лавини» з самоподібним або степенево-розподіленим спектром є універсальною характеристикою складних динамічних систем, які оперують близько до фазового переходу чи точки біфуркації між двома різними типами динамічної поведінки. Такі близькі до критичних системи часто демонструють поведінку, яка є проміжною між «впорядкованою» і «хаотичною». Три інші зорі у Kepler Input Catalog так само демонструють схожі «статистики лавин» у їх змінах яскравості, і про всі три відомо, що вони є магнітно активними. Тому припускається, що на поведінку зорі Таббі також впливає зоряний магнетизм.

### Екзосупутники
Дві праці, надруковані влітку 2019 року запропонували сценарії, які включають великі супутники, відірвані від їх планет. Запропоновано, що спостережувані зменшення яскравості зорі Таббі можуть були результатом спостереження транзиту фрагментів зруйнованого такого «осиротілого» екзомісяця. Було проведено чисельне моделювання міграції планет-газових гігантів та їх великих газових супутників протягом перших декількох сотень мільйонів років після формування планетарної системи. Приблизно в половині випадків, результати моделювання дають сценарій, де супутник відривається від його планети та його орбіта створює криву яскравості, схожу на ту, яка спостерігається у зорі Таббі.

## Інтернет-ресурси
- Kepler light curve data [Архівовано 17 жовтня 2015 у Archive.is] at STScI.edu
- "The Most Mysterious Star in the Universe" на YouTube, a TED Talk by Tabetha Boyajian
- Periodogram by Tabetha Boyajian May 19 2017 (light dipping) [Архівовано 24 січня 2021 у Wayback Machine.]